# Jürgen Pahl
Jürgen Pahl (* 17. März 1956 in Teuchern) ist ein ehemaliger deutscher Fußballtorwart. Er ist elfmaliger DDR-Junioren- und Nachwuchsnationalspieler und gewann mit Eintracht Frankfurt den UEFA-Pokal und den DFB-Pokal.

## Sportliche Laufbahn
Pahl begann seine Laufbahn bei der Betriebssportgemeinschaft (BSG) Traktor Teuchern. Als Junioren-Nationalspieler wurde er 1973 zum Fußballschwerpunkt der Region, dem Halleschen FC Chemie (HFC) delegiert. Nach Einsätzen in der Juniorenmannschaft des HFC und dessen zweiter Mannschaft stand der 17-jährige Pahl am 23. November 1974 in der Begegnung Vorwärts Frankfurt/O. – HFC zum ersten Mal im Tor der halleschen DDR-Oberliga-Mannschaft. In der Folgezeit blieb der 1,85 m große Pahl im Schatten des Stammtorwarts Helmut Brade und kam nur sporadisch in der Oberligamannschaft zum Einsatz.
Nachdem Pahl bis 1974 vier Junioren-Länderspiele bestritten hatte, kam er im Mai 1975 zu seinem ersten Länderspiel-Einsatz in der DDR-Nachwuchsnationalmannschaft. Sein siebtes Nachwuchsländerspiel, die Europameisterschaftsbegegnung Türkei – DDR am 16. November 1976 nutzte er zusammen mit seinem halleschen Mannschaftskameraden Norbert Nachtweih zur Flucht in die Bundesrepublik. Diese Entscheidung fiel bei beiden nicht aus politischen Gründen, sondern sie gaben an, Geld verdienen zu wollen. Bis dahin hatte er in der DDR-Oberliga 19 Punktspiele absolviert. Beide schlossen sich dem Bundesligisten Eintracht Frankfurt an. Nach der damals obligatorischen 14-monatigen Sperre, die die FIFA für geflüchtete Spieler des Ostblocks verhängte, kam Pahl zunächst nicht am Eintracht-Stammtorwart Heinz-Josef Koitka vorbei. Pahl bestritt am 13. Januar 1979 bei der Begegnung Eintracht Frankfurt – Schalke 04 (3:1) sein erstes Bundesligaspiel. 1980 gewann er mit Frankfurt den UEFA-Pokal. 1981 wurde er Stammtorwart und gewann im selben Jahr mit der Eintracht den DFB-Pokal. 1985 wurde Pahl im Tor von Hans-Jürgen Gundelach verdrängt und war wieder die Nr. 2. Er blieb bis 1987 bei der Eintracht unter Vertrag und kam insgesamt in 152 Bundesligaspielen zum Einsatz. Seine fußballerische Karriere beendete Pahl beim türkischen Klub Rizespor, wo er von 1987 bis 1989 aktiv war.
Bekannt geworden ist Jürgen Pahl auch durch ein Eigentor am 4. Dezember 1982 (16. Spieltag), bei dem er in der dritten Spielminute der Begegnung gegen Werder Bremen den Ball selbst ins Tor warf. Fernsehbilder vom Missgeschick Pahls gibt es nicht. Zur damaligen Zeit wurden nicht alle Bundesliga-Spiele im Fernsehen gezeigt. Durch zwei weitere Tore von Rudi Völler und Wolfgang Sidka siegte Werder am Ende mit 3:0. Pahl wurde von seinem Trainer Branko Zebec zur Halbzeit ausgewechselt und durch Joachim Jüriens ersetzt.

## Nach der Sportlerlaufbahn
Nach der politischen Wende von 1989 kehrte Pahl in seine Heimatregion zurück und gründete in Weißenfels eine Fensterbaufirma. Diese gab er 1995 wieder auf und ließ sich in Paraguay nieder. Dort betrieb er zunächst ein Lokal, später in Independencia eine Pension und trainierte nebenbei den Verein Deportivo Independencia. Nach seiner Übersiedlung in die Provinz Guairá gründete Pahl eine kleine Fußballakademie. Im Sommer 2010 kehrte Jürgen Pahl aus Paraguay nach Deutschland zurück. Inzwischen lebt er wieder in Villarrica (Paraguay).

## Titel

### Als Spieler
International
- UEFA-Cup-Sieger: 1980 (Eintracht Frankfurt)

Deutschland
- Pokalsieger: 1981 (Eintracht Frankfurt)

### Als Trainer
Paraguay
- Meister Mennoniten-Liga (4): zwischen 2001 und 2006 (Deportivo Independencia)